# Blakea argentea
Blakea argentea är en tvåhjärtbladig växtart som beskrevs av Henry Allan Gleason. Blakea argentea ingår i släktet Blakea och familjen Melastomataceae. Inga underarter finns listade i Catalogue of Life.